# رابرت سومول
رابرت ای سومول جونیور یک نظریه‌پرداز معماری است که در حال حاضر به عنوان مدیر مدرسه معماری دانشگاه ایلینوی در شیکاگو مشغول به کار است.